# Die kleine Raupe Nimmersatt
Die kleine Raupe Nimmersatt (englischer Originaltitel The Very Hungry Caterpillar) ist ein Bilderbuch des deutsch-US-amerikanischen-Kinderbuchautors und -illustrators Eric Carle, das im Jahr 1969 erstmals im Verlag Gerhard Stalling in Oldenburg (Oldb) erschien. Nach der Insolvenz des Stalling-Verlags kaufte der Gerstenberg-Verlag die Rechte an dem Kinderbuch. Es wurde in 64 Sprachen übersetzt; mehr als 50 Millionen Exemplare wurden verkauft (Stand 2019).

## Inhalt
Das Buch erzählt die Geschichte einer Raupe, die aus einem Ei schlüpft und sich eine Woche lang durch viele Lebensmittel frisst. Am Ende der Woche ist sie dick und rund, verpuppt sich und wird zu einem Schmetterling.
Die Buchseiten haben Löcher durch die Bilder, die teilweise durch mehrere Seiten hindurchgestanzt sind, um zu veranschaulichen, wie sich die Raupe durch die Nahrungsmittel hindurchfrisst.
Die Geschichte beginnt mit einem Ei, aus dem eine Raupe schlüpft, die alles Mögliche frisst, um größer zu werden. Auf jeder Buchseite ist ein Tag dargestellt:
1. Am Montag fraß sie sich durch einen Apfel, aber satt war sie noch immer nicht.
2. Am Dienstag fraß sie sich durch zwei Birnen, aber satt war sie noch immer nicht.
3. Am Mittwoch fraß sie sich durch drei Pflaumen, aber satt war sie noch immer nicht.

Sie frisst jeden Tag mehr; am Samstag frisst sie verschiedenste menschliche Lebensmittel und fühlt sich danach schlecht. Am Sonntagmorgen frisst sie nur ein grünes Blatt und da geht es ihr viel besser. Dann frisst sie nichts mehr, sondern verpuppt sich und schlüpft nach zwei Wochen als Schmetterling.

## Rezeption
Die Raupe Nimmersatt, erschienen am 20. März 1969, war nicht Carles erstes Buch, brachte ihm aber den Durchbruch und ermöglichte es ihm, seine Arbeit als Werbegrafiker aufzugeben. Es erfreut sich weltweit enormer Beliebtheit und wurde nach Aussagen des Verlagshauses Gerstenberg (des späteren Verlegers der deutschsprachigen Fassung) über 50 Millionen Mal verkauft. Charakteristisch für die Buchgestaltung sind die Stanzlöcher. Die mit der Zahl der Früchte zunehmende Breite der Buchseiten war zum Erscheinungsdatum ein Novum.
Auf die pädagogische Eignung von Carles Bilderbüchern, darunter die „Insekten-Trilogie“, zu der neben The Very Hungry Caterpillar auch The Very Busy Spider (Die kleine Spinne spinnt und schweigt, 1984) und The Very Quiet Cricket (Die kleine Grille singt ihr Lied, 1990) gehören, wurde mehrfach hingewiesen.
Im Jahr 1999 erklärte der spätere US-Präsident George W. Bush Die kleine Raupe Nimmersatt zu seinem Lieblingsbuch und sagte, das Werk habe ihn beim Heranwachsen beeinflusst. Als das Buch 1969 erschien, war Bush bereits 23 Jahre alt.

## Ausgaben
- Die kleine Raupe Nimmersatt (deutsche Fassung), Stalling, Oldenburg, ISBN  3-7979-2181-0.
- Die kleine Raupe Nimmersatt (deutsche Fassung), Gerstenberg, Hildesheim, ISBN  978-3-7979-2181-9.
- The Very Hungry Caterpillar (deutsch-englische Ausgabe), Gerstenberg, Hildesheim, ISBN 3-8067-5055-6.
- Die kleine Raupe Nimmersatt – Mein Malbuch. Gerstenberg, Hildesheim, ISBN 3-8067-5121-8.
- Die kleine Raupe Nimmersatt (Pappbilderbuch und Holzspielzeug). Gerstenberg, Hildesheim, ISBN 3-8067-5060-2.
- Die kleine Raupe Nimmersatt (Pop-up Buch). Gerstenberg, Hildesheim, ISBN 978-3-8369-5223-1.
- Die kleine Raupe Nimmersatt – Mein Fingerpuppenbuch. Gerstenberg, Hildesheim, ISBN 978-3-8369-5345-0.
- Die kleine Raupe Nimmersatt – Mein Badewannenbuch. Gerstenberg, Hildesheim, ISBN 978-3-8369-5354-2.
- Die kleine Raupe Nimmersatt – Buggybuch. Gerstenberg, Hildesheim 2012, ISBN 978-3-8369-5447-1.
- Die kleine Raupe Nimmersatt – Mein kleines Spielbuch. Gerstenberg, Hildesheim 2013, ISBN 978-3-8369-5761-8.
- Die kleine Raupe Nimmersatt – Mein Fühlbuch. Gerstenberg, Hildesheim 2014, ISBN 978-3-8369-5769-4.
- Die kleine Raupe Nimmersatt – Mein kleines Leporello. Gerstenberg, Hildesheim 2014, ISBN 978-3-8369-5803-5.
- Die kleine Raupe Nimmersatt – Deutsche Ausgabe in Braille. Gerstenberg, Hildesheim 2016, ISBN 978-3-8369-5147-0.
- Die kleine Raupe Nimmersatt – Deutsche Ausgabe in Braille [Vollschrift] und in Schwarzschrift. Gerstenberg, Hildesheim 2017, ISBN 978-3-8369-5972-8.
- Die kleine Raupe Nimmersatt – Wir feiern 50 Jahre Kleine Raupe Nimmersatt. – Deutsche Jubiläumsausgabe. Gerstenberg, Hildesheim 2019, ISBN 978-3-8369-6000-7.
- Die kleine Raupe Nimmersatt – Danke. Gerstenberg, Hildesheim 2019, ISBN 978-3-8369-6001-4.